# 科尔贝里耶
科尔贝里耶（法語：Corbeyrier）是瑞士联邦西部法语区的沃州下设的一个镇。在行政上属于埃格勒区管辖。科尔贝里耶的总面积为21.99平方公里。截至2010年底，总人口为389。